# 타임 보자기
타임 보자기는 후지코 F. 후지오의 만화인 도라에몽에 등장하는 비밀도구이다.

## 개요
보자기를 본떠서 만든 도구이다.

## 디자인
디자인은 시계 그림이 양면에 그려져 있다. 작동하면 시계 그림 안의 시곗바늘이 돌아간다.

## 어떤 물건을 과거나 미래의 상태로 바꿀 수 있는가?
- 자세한 내용은 아래의 "설정" 문단 참고.

사람, 동물, 식물, 로봇, 기타 무생물 등 거의 모든 것을 과거나 미래의 상태로 바꿀 수 있다.

## 설정
표준 크기는 1m 사방이다. 정품은 타임 마크가 붙어 있다.

### 능력
물건을 과거나 미래의 상태로 바꿀 수 있다. 보자기같이 생겼는데 물건 위를 덮으면 된다. 덮는 면에 따라 물건이 과거의 상태, 미래의 상태로 바뀔지 결정된다.

#### 주의 사항
4차원 공간에서는 작동하지 않는, 즉 평범한 보자기가 된다.

##### 예외
그러나 극장판 도라에몽: 진구의 마계 대모험 7인의 마법사에서는 이 설정을 무시하고 4차원 주머니 안에서도 작동한다.

### 촉감
촉감은 순면과 같다.

### 시간 진행 속도
표면에 물건을 감싸면 시간이 빨리 진행된다. 뒷면에 물건을 감싸면 시간이 돌아온다.